# Hendrick Danckerts

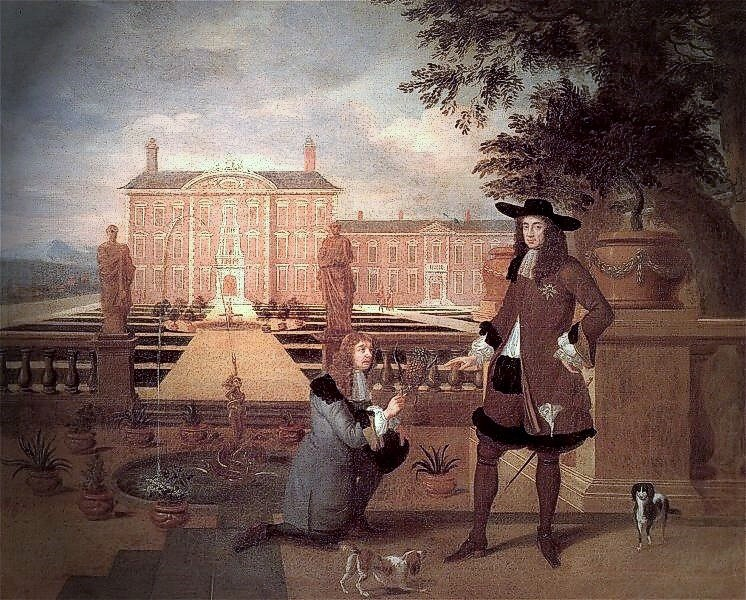
Hendrick Danckerts, Il giardiniere reale John Rose e re Carlo II, 1675

Hendrick Danckerts (L'Aia, 1625 circa – Amsterdam, 1680) è stato un pittore e incisore olandese.

## Biografia
Danckerts apprese la sua arte a L'Aia, dove visse fino al 1653. Si spostò quindi in Inghilterra, per la prima volta, nel 1650. Nel 1653 venne in Italia, dove rimase per cinque anni. Quindi fece ritorno in Inghilterra, dove passò al servizio di Carlo duca di York. Egli era specializzato nella riproduzione di paesaggi, porti e residenze reali. Talvolta si produsse anche nella realizzazione di figure devozionali e di ritratti oltre che di incisioni riproducenti dipinti dei vecchi maestri italiani, presenti nella Royal Collection. Egli lasciò l'Inghilterra nel 1679 a seguito della ostilità verso i cattolici imperante dopo il complotto papale.